# Camillo Golgi

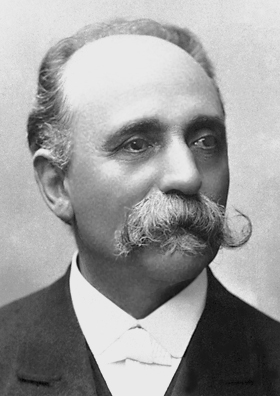
Camillo Golgi, vor 1904

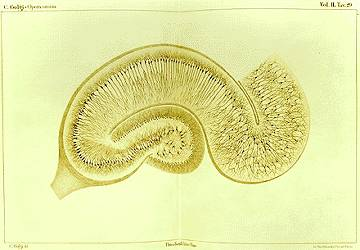
Zeichnung von Camillo Golgi – Hippocampus, gefärbt mit der Silbernitratmethode

Camillo Golgi (* 7. Juli 1843 in Corteno Golgi, Brescia, Königreich Lombardo-Venetien heute Italien; † 21. Januar 1926 in Pavia, Italien) war ein italienischer Mediziner und Histologe. Er erhielt im Jahr 1906 für seine Untersuchungen zur feingeweblichen Anatomie des Nervensystems den Nobelpreis für Physiologie oder Medizin gemeinsam mit Santiago Ramón y Cajal.
Golgi entwickelte die nach ihm benannte Golgi-Färbung, eine Methode zum Anfärben einzelner Nerven und Zellstrukturen, die als „Schwarze Reaktion“ bekannt wurde. Es handelte sich um eine histologische Färbung mit Silbernitrat, worüber Golgi 1873 publizierte. Die meiste Zeit seines Lebens versuchte Golgi, diese, vor allem durch Albert von Koelliker international bekanntgemachte Methode zu verbessern und zu verfeinern. Durch sie entdeckte er u. a. den nach ihm benannten Golgi-Apparat und die von ihm 1875 beschriebenen Golgi-Zellen im Gehirn (in der Kleinhirnrinde).

## Leben
Golgi wurde als Sohn eines Arztes geboren. Er studierte Medizin und wurde 1865 an der Universität Pavia promoviert. Seine akademischen Lehrer waren vor allem Paolo Mantegazza, Giulio Bizzozero und Eusebio Oehl. Nach seinem Studium führte er seine Arbeiten im Krankenhaus von St. Matteo fort. 1872 übernahm er die Position des Chefarztes am Krankenhaus für chronische Erkrankungen in Abbiategrasso. Hier begann er in einer umgebauten Küche seine bahnbrechenden Arbeiten über das Nervensystem. 1876 kehrte Golgi als Außerordentlicher Professor für Histologie an die Universität in Pavia zurück und erhielt 1881 nach einem kurzen Aufenthalt in Siena den Lehrstuhl für Allgemeine Pathologie. 1890 identifizierte er die drei verschiedenen Erreger der Malaria und entwickelte eine Methode, die Stadien des Parasiten zu fotografieren. 
Während des Ersten Weltkriegs setzte sich Golgi für ein Militärhospital in Pavia ein. Hier baute er ein Neuropathologisches und Mechanopathologisches Institut zum Studium und zur Behandlung von Verletzungen des peripheren Nervensystems auf.
Camillo Golgi heiratete 1881 die Nichte seines Lehrers Bizzozero, Donna Lina. Sie hatten keine eigenen Kinder, adoptierten jedoch seine Nichte Carolina.

## Ehrungen und Mitgliedschaften
- 1890: Mitglied der Leopoldina[4]
- 1892: Korrespondierendes Mitglied (ab 1906 auswärtiges Mitglied) der Göttinger Akademie der Wissenschaften[5]
- 1905: Korrespondierendes Mitglied der Russischen Akademie der Wissenschaften
- 1906: Zusammen mit Santiago Ramón y Cajal Nobelpreis für Physiologie oder Medizin in Anerkennung ihrer Arbeit über die Struktur des Nervensystems
- 1911: Korrespondierendes Mitglied der Preußischen Akademie der Wissenschaften
- 1913: Auswärtiges Mitglied der Königlich Niederländischen Akademie der Wissenschaften[6]
- 1914: Aufnahme in den Orden Pour le mérite für Wissenschaft und Künste (24. Januar 1914)[7]
- 1916: Ehrenmitglied (Honorary Fellow) der Royal Society of Edinburgh[8]
- 1976: Benennung des Mondkraters Golgi nach ihm.
- 2017: Benennung des Asteroiden (6875) Golgi nach ihm.

## Werke
- Sulla fina anatomia degli organi centrali del sistema nervoso. Hoepli, Mailand 1886. (Digitalisat)
- Il Fagocitismo Nell'infezione Malarica. Pavia 1888. (Digitalisat)
- Ueber die Wirkung des Chinins auf die Malariaparasiten und die diesen entsprechenden Fieberanfälle. In: Deutsche Medizinishce Wochenschrift 1892, S. 663ff. (Digitalisat)
- Action de la quinine sur les parasites malariques et sur les accès fébriles qu'ils déterminent. In: Archives italiennes de biologie. 17, 1892. (Digitalisat)
- Sulle Febbri Malariche Estivo Autunnali Di Roma. Bizzoni, Pavia 1893. (Digitalisat)
- Untersuchungen über den feineren Bau des centralen und peripherischen Nervensystems: mit einem Atlas von 30 Tafeln und 2 Figuren im Text. Fischer, Jena 1894. (Digitalisat)
- Opera omnia. Hoepli, Mailand 1903. (Digitalisat Band 1), (Band 2), (Band 3)